# لوغوج

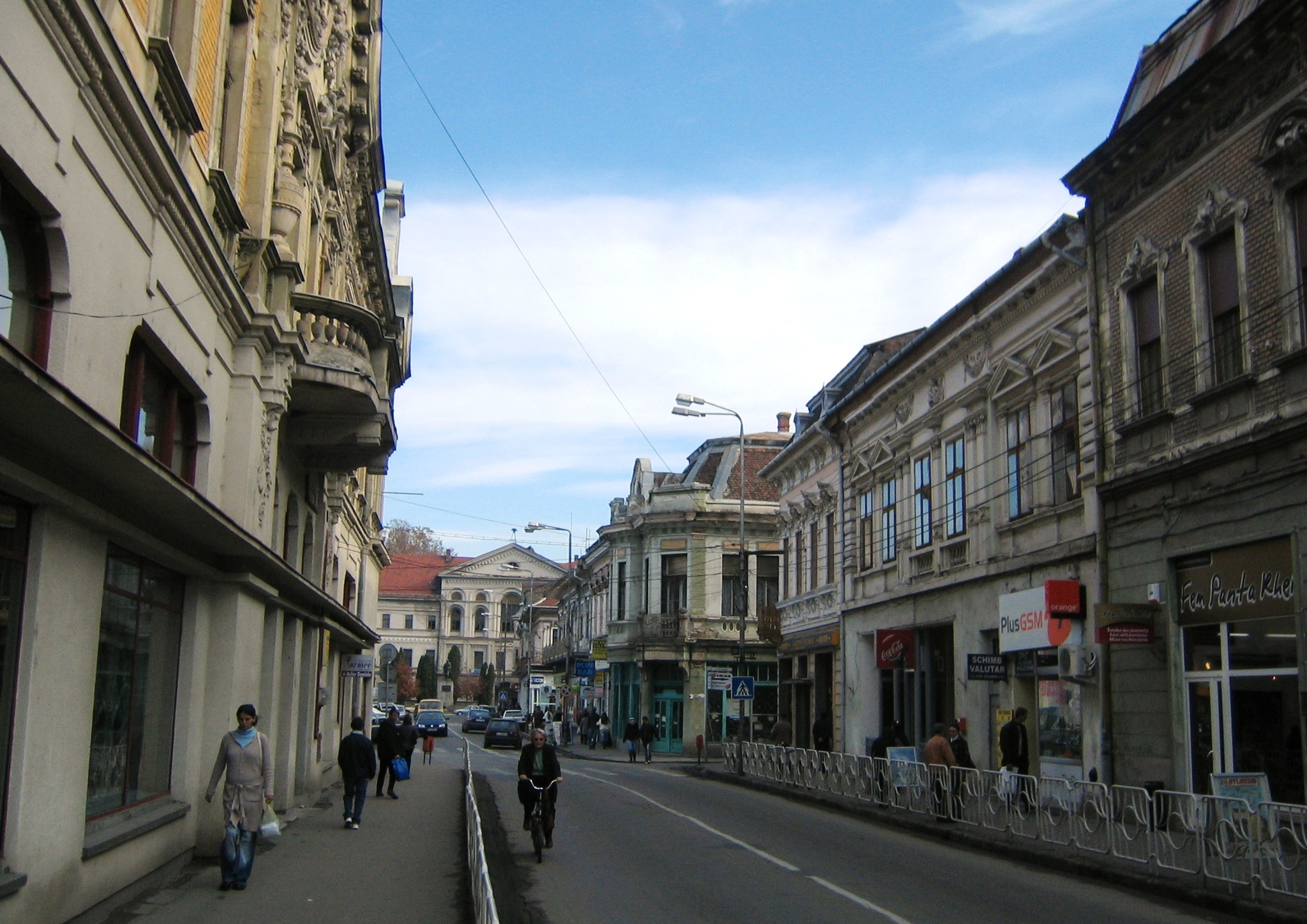
الشارع الرئيسي في المدينة

لوغوج (بالرومانية: Lugoj)(بالألمانية: Lugosch) مدينة تقع غرب رومانيا ضمن محافظة تيميشوارا، ويقع على نهر تيميس، يبلغ عدد سكانها 44.570 نسمة (تقدير 2002). من أشهر أعلام المدينة الممثل المجري بيلا لوغوسي والذي اشتهر بأدوار دراكولا وأخذ اسمه الفني من مدينته.

## توأمة
للوغوج اتفاقيات توأمة مع كل من:
- Assos-Lechaio [الإنجليزية]‏ (29 مايو 2004 - يوليو 2012)[19]
- ينا (1983 - )[20]
- مونوبولي (1 ديسمبر 2006 - )[21]
- نيسبوريني [الإنجليزية]‏ (3 يونيو 2001 - )[22]
- أورليان (7 مايو 1994 - )[23]
- سكسارد (28 مايو 1993 - )[24]
- فرشاتس (3 ديسمبر 2005 - )[25]
- كورنث (17 يوليو 2012 - )[26]
- كريفا بالانكا (8 أكتوبر 2011 - )[27]

## أعلام
- جورج دفريوإكس
- بيلا لوغوسي
- إيوان هورفاث
- جوزيف بوسيبال